# Mulkkujärvi
Mulkkujärvi är en sjö i kommunen Alavo i landskapet Södra Österbotten i Finland. Sjön ligger 106,5 meter över havet. Den är 1 meter djup. Arean är 1,44 kvadratkilometer och strandlinjen är 5,69 kilometer lång. Sjön  ingår i Lappo å huvudavrinningsområde.   Den ligger omkring 26 kilometer öster om Seinäjoki och omkring 290 kilometer norr om Helsingfors. 
I sjön finns ön Selkäkallio. 